# Seznam dílů seriálu Tyran
Toto je seznam dílů seriálu Tyran.

## Přehled řad
| Řada | Díly | Premiéra v USA   | Premiéra v USA | Premiéra v ČR      | Premiéra v ČR      |
| Řada | Díly | První díl        | Poslední díl   | První díl          | Poslední díl       |
| ---- | ---- | ---------------- | -------------- | ------------------ | ------------------ |
| 1    | 10   | 24. června 2014  | 26. srpna 2014 | 28. listopadu 2015 | 30. ledna 2015     |
| 2    | 12   | 16. června 2015  | 1. září 2015   | 5. září 2016       | 21. listopadu 2016 |
| 3    | 10   | 6. července 2016 | 7. září 2016   | 28. května 2018    | 1. července 2018   |

## Seznam dílů

### První řada (2014)
| Č. v seriálu | Č. v řadě | Původní název            | Český název               | Režie                 | Scénář                                                   | Premiéra v USA    | Premiéra v ČR      |
| ------------ | --------- | ------------------------ | ------------------------- | --------------------- | -------------------------------------------------------- | ----------------- | ------------------ |
| 1            | 1         | Pilot                    | —                         | David Yates           | Gideon Raff                                              | 24. června 2014   | 28. listopadu 2015 |
| 2            | 2         | State of Emergency       | Mimořádný stav            | Michael Lehmann       | Howard Gordon a Craig Wright                             | 1. července 2014  | 5. prosince 2015   |
| 3            | 3         | My Brother's Keeper      | Strážce bratra svého      | Michael Lehmann       | Glenn Gordon Caron                                       | 8. července 2014  | 12. prosince 2015  |
| 4            | 4         | Sins of the Father       | Hříchy otců               | Jeremy Podeswa        | Peter Noah                                               | 15. července 2014 | 19. prosince 2015  |
| 5            | 5         | Hail Mary                | Hail Mary                 | David Petrarca        | Chris Levinson                                           | 22. července 2014 | 26. prosince 2015  |
| 6            | 6         | What the World Needs Now | Co svět potřebuje teď     | Tucker Gates          | námět: Arika Lisanne Mittmann scénář: Glenn Gordon Caron | 29. července 2014 | 2. ledna 2016      |
| 7            | 7         | Preventative Medicine    | Preventivní lék           | Marcos Siega          | Arika Lisanne Mittman                                    | 5. srpna 2014     | 9. ledna 2016      |
| 8            | 8         | Meet the New Boss        | Seznamte se s novým šéfem | Charlotte Sieling     | David Matthews                                           | 12. srpna 2014    | 16. ledna 2016     |
| 9            | 9         | Gaslight                 | Manipulátor               | Gwyneth Horder-Payton | námět: Chris Levinson scénář: Peter Noah a Nadia Conners | 19. srpna 2014    | 23. ledna 2016     |
| 10           | 10        | Gone Fishing             | Na rybách                 | Michael Lehmann       | Howard Gordon a Chris Keyser                             | 26. srpna 2014    | 30. ledna 2016     |

### Druhá řada (2015)
| Č. v seriálu | Č. v řadě | Původní název                | Český název           | Režie                 | Scénář                                                  | Premiéra v USA    | Premiéra v ČR      |
| ------------ | --------- | ---------------------------- | --------------------- | --------------------- | ------------------------------------------------------- | ----------------- | ------------------ |
| 11           | 1         | Mark of Cain                 | Kainovo znamení       | Gwyneth Horder-Payton | Howard Gordon a Chris Keyser                            | 16. června 2015   | 5. září 2016       |
| 12           | 2         | Enter the Fates              | Vstříc osudu          | Gwyneth Horder-Payton | Glenn Gordon Caron                                      | 23. června 2015   | 12. září 2016      |
| 13           | 3         | Faith                        | Víra                  | Alex Zakrzewski       | Chris Keyser a Howard Gordon                            | 30. června 2015   | 19. září 2016      |
| 14           | 4         | A House Built on Sand        | Synové                | Alex Zakrzewski       | Addison McQuigg a Cassie Pappas                         | 7. července 2015  | 26. září 2016      |
| 15           | 5         | A Viper in the Palace        | Zmije v paláci        | David Petrarca        | Mark Richard                                            | 14. července 2015 | 3. října 2016      |
| 16           | 6         | The Other Brother            | Druhý bratr           | Kari Skogland         | David Fury                                              | 21. července 2015 | 10. října 2016     |
| 17           | 7         | The Awful Grace of God       | Utrpení k poznání     | Gwyneth Horder-Payton | Chris Keyser                                            | 28. července 2015 | 17. října 2016     |
| 18           | 8         | Fathers and Sons             | Otcové a synové       | Ernest Dickerson      | Cassie Pappas a Addison McQuigg                         | 4. srpna 2015     | 24. října 2016     |
| 19           | 9         | Inside Men and Outside Women | Jed                   | Andrew Bernstein      | Glenn Gordon Caron                                      | 11. srpna 2015    | 31. října 2016     |
| 20           | 10        | Zanjir                       | Zanjir                | Peter Weller          | Howard Gordon a Chris Keyser                            | 18. srpna 2015    | 7. listopadu 2016  |
| 21           | 11        | Desert Storm                 | Operace písečná bouře | Ciaran Donnelly       | námět: David Fury scénář: Mark Richard a Mando Alvarado | 25. srpna 2015    | 14. listopadu 2016 |
| 22           | 12        | Pax Abuddin                  | Mír pro Abudín        | Gwyneth Horder-Payton | Chris Keyser a Howard Gordon                            | 1. září 2015      | 21. listopadu 2016 |

### Třetí řada (2016)
| Č. v seriálu | Č. v řadě | Původní název              | Český název            | Režie                 | Scénář                                                    | Premiéra v USA    | Premiéra v ČR    |
| ------------ | --------- | -------------------------- | ---------------------- | --------------------- | --------------------------------------------------------- | ----------------- | ---------------- |
| 23           | 1         | Spring                     | Jaro                   | Gwyneth Horder-Payton | Christopher Keyser                                        | 6. července 2016  | 28. května 2018  |
| 24           | 2         | Cockroach                  | Šváb                   | Alex Zakrzewski       | Addison McQuigg                                           | 13. července 2016 | 3. června 2018   |
| 25           | 3         | The Dead and the Living    | Mrtví a živí           | Gwyneth Horder-Payton | Howard Gordon a Christopher Keyser                        | 20. července 2016 | 4. června 2018   |
| 26           | 4         | A Prayer for our Daughters | Modlitba za naše dcery | Michael Lehmann       | Emmy Grinwis                                              | 27. července 2016 | 10. června 2018  |
| 27           | 5         | A Rock and A Hard Place    | Mezi mlýnskými kameny  | Deborah Chow          | Anna Fishko                                               | 3. srpna 2016     | 11. června 2018  |
| 28           | 6         | Truth and Dignity          | Pravda a důstojnost    | Charlotte Brändström  | Amy Louise Johnson a Kelly Wiles                          | 10. srpna 2016    | 17. června 2018  |
| 29           | 7         | Bedfellows                 | Spojenci               | Peter Weller          | Daniel Goldfarb                                           | 17. srpna 2016    | 18. června 2018  |
| 30           | 8         | Ask for the Earth          | Krize v Abudínu        | Alrick Riley          | Christopher Keyser                                        | 24. srpna 2016    | 24. června 2018  |
| 31           | 9         | How to Live                | Jak se má žít          | Peter Weller          | námět: Anna Fishko scénář: Emmy Grinwis a Addison McQuigg | 31. srpna 2016    | 25. června 2018  |
| 32           | 10        | Two Graves                 | Dva hroby              | Gwyneth Horder-Payton | Christopher Keyser a Howard Gordon                        | 7. září 2016      | 1. července 2018 |